# TRADD
TRADD (англ. TNFRSF1A associated via death domain) – білок, який кодується однойменним геном, розташованим у людей на короткому плечі 16-ї хромосоми. Довжина поліпептидного ланцюга білка становить 312 амінокислот, а молекулярна маса — 34 247.
| 10         |  | 20         |  | 30         |  | 40         |  | 50         |
| ---------- |  | ---------- |  | ---------- |  | ---------- |  | ---------- |
| MAAGQNGHEE |  | WVGSAYLFVE |  | SSLDKVVLSD |  | AYAHPQQKVA |  | VYRALQAALA |
| ESGGSPDVLQ |  | MLKIHRSDPQ |  | LIVQLRFCGR |  | QPCGRFLRAY |  | REGALRAALQ |
| RSLAAALAQH |  | SVPLQLELRA |  | GAERLDALLA |  | DEERCLSCIL |  | AQQPDRLRDE |
| ELAELEDALR |  | NLKCGSGARG |  | GDGEVASAPL |  | QPPVPSLSEV |  | KPPPPPPPAQ |
| TFLFQGQPVV |  | NRPLSLKDQQ |  | TFARSVGLKW |  | RKVGRSLQRG |  | CRALRDPALD |
| SLAYEYEREG |  | LYEQAFQLLR |  | RFVQAEGRRA |  | TLQRLVEALE |  | ENELTSLAED |
| LLGLTDPNGG |  | LA         |  |            |  |            |  |            |

A: Аланін

C: Цистеїн

D: Аспарагінова кислота

E: Глутамінова кислота

F: Фенілаланін

G: Гліцин

H: Гістидин

I: Ізолейцин

K: Лізин

L: Лейцин

M: Метіонін

N: Аспарагін

P: Пролін

Q: Глутамін

R: Аргінін

S: Серин

T: Треонін

V: Валін

W: Триптофан

Задіяний у таких біологічних процесах, як апоптоз, альтернативний сплайсинг. 
Локалізований у цитоплазмі, цитоскелеті, ядрі.